# Anders K. Orvin
Anders Kristian Orvin (Hattfjelldal, 24 octobre 1889-Oslo, 2 octobre 1980) est un géologue et explorateur norvégien, spécialiste du Svalbard.

## Biographie

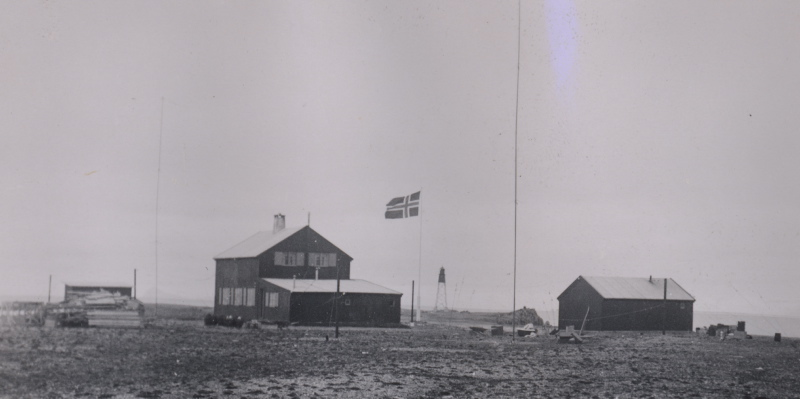
Photographie prise au Svalbard par Anders K. Orvin le 13 septembre 1933

Fils d'Ole Tobias Olsen, il termine ses études secondaires en 1909 et est diplômé en minéralogie en 1912.
En 1913, il participe à l'expédition d'Adolf Hoel au Spitzberg puis voyage en Sibérie, au Groenland-Oriental et à l'Île aux Ours de 1914 à 1921.
Après un doctorat de philosophie à l'Université d'Oslo (1934), il devient membre de l'Institut polaire norvégien dont il est directeur de 1945 à 1948, puis directeur-adjoint (1948-1957) et enfin président (1958-1960).

## Œuvres
- Geologisk beskrivelse over Bjørnøya (avec Gunnar Horn), 1925
- Beiträge zur Kenntnis der Kohle von Svalbard (Spitzbergen und der Bäreninsel), 1928
- Geology of Bear Island (avec Gunnar Horn), 1928
- Ekspedisjonen med MS Veslekari sommeren 1929, 1930
- Geology of Kings Bay Region, Spitsbergen, 1934
- The Settlements and Huts of Svalbard, 1939
- Outline of the Geological History of Spitsbergen, 1940
- The places of Jan Mayen, 1960

## Hommages et récompenses
- Orvin Land au Svalbard et Orvin Mountains dans la Terre de la Reine-Maud en Antarctique, ont été nommés en son honneur.
- Framkomiteens Nansenbelønning (1963)
- Élu à l'Académie norvégienne des sciences et des lettres (1952)
- Chevalier de 1re classe de l'Ordre de Saint-Olaf (1960)
- Chevalier de l'Ordre royal de l'Étoile polaire (1960)